# Bodianus bimaculatus
Bodianus bimaculatus là một loài cá biển thuộc chi Bodianus trong họ Cá bàng chài. Loài này được mô tả lần đầu tiên vào năm 1973.

## Từ nguyên
Từ định danh của loài trong tiếng Latinh có nghĩa là "có hai đốm" (bi: "hai" và maculatus: "có đốm"), hàm ý đề cập đến hai đốm đen nổi bật trên cơ thể của chúng.

## Phạm vi phân bố và môi trường sống
Ở Ấn Độ Dương, B. bimaculatus được ghi nhận rải rác tại các địa điểm sau: Madagascar; Mauritius và Maldives. Còn ở Tây Thái Bình Dương, loài này được ghi nhận tại tỉnh Shizuoka (Nhật Bản) trải dài xuống đảo Đài Loan; các nhóm đảo phía đông Indonesia và Papua New Guinea; các đảo quốc Palau, Nouvelle-Calédonie Vanuatu, và quần đảo Marshall; quần đảo Poor Knights thuộc New Zealand (có lẽ là những cá thể lang thang); giới hạn phía nam đến rạn san hô Great Barrier.
B. bimaculatus sống tập trung trên nền đá vụn và cát, gần những rạn san hô mềm hay hải miên ở vùng nước khá sâu, khoảng từ 30 đến ít nhất là 60 m. Ở rạn san hô Great Barrier, loài này đã được quan sát và ghi nhận ở độ sâu khoảng 100–106 m.

## Mô tả
B. bimaculatus có chiều dài cơ thể tối đa được ghi nhận là 10 cm. Điểm đặc trưng của loài này là hai đốm đen trên cơ thể: đốm trên nắp mang lớn hơn, có viền vàng; đốm trên gốc vây đuôi nhỏ hơn, được viền vàng nhạt hoặc màu hồng. Cá trưởng thành có hai biến dị màu sắc: màu vàng tổng thể hoặc hầu hết là đỏ tươi (trắng ở bụng). Cá thể vàng có một vùng màu tím nhạt ở hai bên thân, trên đó có các đường sọc ngang màu đỏ.
Số gai ở vây lưng: 12; Số tia vây ở vây lưng: 9–10; Số gai ở vây hậu môn: 3; Số tia vây ở vây hậu môn: 11–12; Số tia vây ở vây ngực: 14–16; Số vảy đường bên: 30–32.

## Sinh thái học
Cá đực sống theo chế độ hậu cung, gồm nhiều con cái cùng sống trong đàn của nó. Loài này thường được đánh bắt trong ngành buôn bán cá cảnh.

### Trích dẫn
- Martin F. Gomon (2006). “A revision of the labrid fish genus Bodianus with descriptions of eight new species” (PDF). Records of the Australian Museum, Supplement. 30: 1–133. ISSN 0812-7387.